# På jordens baksida
På jordens baksida är en svensk dokumentär-TV-serie från 1972 i regi av Arne Sucksdorff. Den handlar om djur- och växtlivet i våtmarksområdet Pantanal i Brasilien, och hur det är hotat av kokainsmugglare och tjuvskyttar. Sucksdorff hade bosatt sig i området på 1960-talet med sin brasilianska fru Maria och de två delar med sig av sitt lägerliv.
TV-serien sändes i fyra 30-minutersavsnitt på TV1 från 16 september till 7 oktober 1972. Den gavs ut på hemvideo 2017 med DVD-boxen Arne Sucksdorff: samlade verk från Studio S. Sucksdorff fortsatte att skildra livet i Pantanal i boken Ett hem på jorden från 1981.